# Florinas
Florinas (italià) o Florines o Florins (català) o Fiolinas (sard) és un municipi italià, dins de la província de Sàsser. L'any 2007 tenia 1.574 habitants. Es troba a la regió del Tataresu. Limita amb els municipis de Banari, Cargeghe, Codrongianos, Ittiri, Ossi i Siligo.

## Administració
| Període | Identitat      | Partit        |
| ------- | -------------- | ------------- |
| 2006-   | Giovanna Sanna | Llista cívica |